# Pseudachorutes palmiensis
Pseudachorutes palmiensis is een springstaartensoort uit de familie van de Neanuridae. De wetenschappelijke naam van de soort is voor het eerst geldig gepubliceerd in 1903 door Börner.